# Ibi (faraone)
Ibi (fl. XXII secolo a.C.) è stato un faraone inquadrato nella VI dinastia.

## Biografia
Questo sovrano è citato solamente nel Canone Reale.
Dal punto di vista archeologico di lui rimane solamente una piccola piramide in cattivo stato di conservazione ed un graffito sulle rocce presso Tumas in Nubia.
Il prenomen o nesut-biti potrebbe essere Kakara.
Nel Canone Reale Ibi è seguito da due sovrani, di cui si è perso il nome, entrambi regnanti per pochi anni.

## Liste Reali
|            | \| \| \| non citato \| \| \| |
|            |                              |
| non citato |                              |
|            |                              |

|            |
| non citato |
|            |

|            | \| \| \| non citato \| \| \| |
|            |                              |
| non citato |                              |
|            |                              |

|            |
| non citato |
|            |

| i | b | E8 |

| i | b | E8 |

| i | b | E8 |

| i | b | E8 |

| i | b | E8 |

| i | b | E8 |

| i | b | E8 |

| i | b | E8 |